# 棕櫚 (クルアーン)
棕櫚（アル・マサド、アラビア語: سورة المسد）とは、クルアーンにおける第111番目の章（スーラ）。章題はアブー・ラハブ、滅びてしまえとも呼ばれる。5つの節（アーヤ）から成る。その短くリズミカルな表現からマッカ初期の啓示と考えられている。

## 内容
この章はムハンマドに敵対するアブド・アル＝ウッザー（アブー・ラハブ）夫妻に対する呪詛である。ムハンマドはカアバ神殿の傍にあるサファーの丘に一族の者を集め、彼らが懲罰を受ける目前にあると警告した。それに対してムハンマドの叔父であるアブー・ラハブが「お前など滅びてしまえ。そんなことのためにわれらを集めたのか。」と言って立ち上がった際にこの章が啓示されたと言われている。アブー・ラハブとは炎の親父という意味のあだ名であり、そのあだ名を体現する形で焼かれて滅びると述べられている。また、アブー・ラハブの妻であるウンム・ジャミールは噂話で悪意を焚き付けて周囲を扇動していたとされており、その行為が火を焚き付けるための薪を運ぶというように比喩されている。ウンム・ジャミールはシュロの縄を首にかけて薪を運んでいたが、アッラーフはその縄で彼女を絞め殺したとされる。